# Tenis la Jocurile Olimpice de vară din 2020

Probele sportive de tenis de câmp la Jocurile Olimpice de vară din 2020 s-au desfășurat în perioada 24 iulie-1 august 2021 pe Ariake Tennis Park din Tokyo. S-au disputat cinci probe sportive: simplu și dublu atât masculin cât și feminin, precum și dublu mixt.

## Medaliați
| Event                   | Aur                                             | Argint                                       | Bronz                                          |
| Masculin simplu Detalii | Alexander Zverev · Germania (GER)               | Karen Khachanov (COR)                        | Pablo Carreño Busta · Spania (ESP)             |
| Masculin dublu Detalii  | Croația · Nikola Mektić · Mate Pavić            | Croația · Marin Čilić · Ivan Dodig           | Noua Zeelandă · Marcus Daniell · Michael Venus |
| Feminin simplu Detalii  | Belinda Bencic · Elveția (SUI)                  | Markéta Vondroušová · Cehia (CZE)            | Elina Svitolina · Ucraina (UKR)                |
| Feminin dublu Detalii   | Cehia · Barbora Krejčíková · Kateřina Siniaková | Elveția · Belinda Bencic · Viktorija Golubic | Brazilia · Laura Pigossi · Luisa Stefani       |
| Dublu mixt Detalii      | COR Anastasia Pavliucenkova Andrei Rubliov      | COR Elena Vesnina Aslan Karatsev             | Australia · Ashleigh Barty · John Peers        |

## Clasament pe medalii
| Loc   | Țară          | Aur | Argint | Bronz | Total |
| ----- | ------------- | --- | ------ | ----- | ----- |
| 1     | COR           | 1   | 2      | 0     | 3     |
| 3     | Croația       | 1   | 1      | 0     | 2     |
| 3     | Cehia         | 1   | 1      | 0     | 2     |
| 3     | Elveția       | 1   | 1      | 0     | 2     |
| 5     | Germania      | 1   | 0      | 0     | 1     |
| 6     | Australia     | 0   | 0      | 1     | 1     |
| 6     | Brazilia      | 0   | 0      | 1     | 1     |
| 6     | Noua Zeelandă | 0   | 0      | 1     | 1     |
| 6     | Spania        | 0   | 0      | 1     | 1     |
| 6     | Ucraina       | 0   | 0      | 1     | 1     |
| Total | Total         | 5   | 5      | 5     | 15    |